# Poiseul-la-Ville-et-Laperrière
Poiseul-la-Ville-et-Laperrière è un comune francese di 173 abitanti situato nel dipartimento della Côte-d'Or nella regione della Borgogna-Franca Contea.

## Società

### Evoluzione demografica
Abitanti censiti